# Kallsjön, Skåne
Kallsjön är en sjö i Hässleholms kommun och Östra Göinge kommun i Skåne och ingår i Helge ås huvudavrinningsområde. Sjön har en area på 0,553 kvadratkilometer och ligger 57,2 meter över havet. Sjön avvattnas av vattendraget Olingeån. Vid provfiske har bland annat abborre, braxen, gers och gädda fångats i sjön.

I den Skånska rekognosceringskartan från tidigt 1800-tal beskrivs Kallsjön (här dock kallad CarlsSjön) på följande sätt:
CarlsSjön är liten och obetydlig, har sitt naturliga aflopp till Tydinge Sjön. Ett annat som upkommit genom gräfning, går vester om Ranseröds by till Alma ån nära Gumlösa by. Denna bäck är af ingen betydenhet; men Kärren och Måssarna hvarigenom den går, äro mycket sanka och våta, göra således mera hinder än sjelfva bäcken, då fråga är om öfvergång.

## Delavrinningsområde
Kallsjön ingår i det delavrinningsområde (623719-138865) som SMHI kallar för Utloppet av Tydingen. Medelhöjden är 68 meter över havet och ytan är 31,97 kvadratkilometer. Det finns inga avrinningsområden uppströms utan avrinningsområdet är högsta punkten. Olingeån som avvattnar avrinningsområdet har biflödesordning 2, vilket innebär att vattnet flödar genom totalt 2 vattendrag innan det når havet efter 65 kilometer. Avrinningsområdet består mestadels av skog (53 procent), öppen mark (12 procent) och jordbruk (18 procent). Avrinningsområdet har 5,06 kvadratkilometer vattenytor vilket ger det en sjöprocent på 15,8 procent.

## Fisk
Vid provfiske har följande fisk fångats i sjön:
- Abborre
- Braxen
- Gärs
- Gädda
- Gös
- Mört
- Sarv
- Sutare